# 파스테우
파스테우(브라질 포르투갈어: pastel)는 브라질의 튀긴 덤플링이다. 축제 때나 장이 설 때 가판대에서 길거리 음식으로 팔기도 하며, "시장 파스테우"라는 뜻의 파스테우 지 페이라(브라질 포르투갈어: pastel de feira)라 불리기도 한다.

## 역사
1940년대 상파울루주 산투스에서 일본계 브라질인이 교자와 춘권 등 중국 음식을 당시 브라질에서 찾을 수 있는 식재료로 만들어 판 것이 기원이다.

## 만들기
페이스트리 반죽에 소를 넣어 기름에 튀겨 낸다.

## 종류

### 파스테우 사우가두
파스테우 사우가두(pastel salgdado)는 "짭짤한 파스테우"라는 뜻이며, 흔히 다음과 같은 소를 넣어 튀긴다.
- 밀류(milho): 옥수수
- 베이콩(bacon): 베이컨
- 브로콜리스(brócolis): 브로콜리
- 오부(ovo): 달걀
- 카르니(carne): 쇠고기
- 카르니 세카(carne seca)
- 카마랑(camarão): 새우
- 칼라브레자(calabresa)
- 케이주(queijo): 치즈
  - 무사렐라(muçarela): 모차렐라
  - 체다르(cheddar): 체더 치즈
  - 크링 치스(cream cheese): 크림 치즈
  - 헤케이장(requeijão)
    - 카투피리(catupiry)
- 파우미투(palmito): 야자심
- 페루(peru): 칠면조고기
- 프랑구(frango): 닭고기
- 프레준투(presunto)

그 외에 아래와 같은 맛이 인기 있다.
- 나폴리타누(napolitano): 모차렐라 + 토마토 + 오레가노
- 마르게리타(marguerita): 모차렐라 + 토마토 + 바질
- 아 포르투게자(à portuguesa): 프레준투 + 치즈 + 토마토 + 양파 + 올리브 + 달걀
- 바우루(bauru): 로스트 비프 + 토마토 + 오이 피클 + 모차렐라
- 이스트로고노피(estrogonofe): 닭고기 또는 쇠고기 스트로가노프
- 피자(pizza): 치즈 + 햄 + 토마토 + 오레가노

### 파스테우 도시
파스테우 도시(pastel doce)는 "달콤한 파스테우"라는 뜻이며, 흔히 다음과 같은 소를 넣어 튀긴다.
- 고이아바다(goiabada)
- 노지스(nozes): 호두
- 누텔라(nutella)
- 도시 지 레이치(doce de leite)
- 모랑구(morango): 딸기
- 바나나(banana)
- 쇼콜라치(chocolate): 초콜릿

그 외에 아래와 같은 맛이 인기 있다.
- 도이스 아모리스(dois amores)
- 브리가데이루(brigadeiro)
- 호메우 이 줄리에타(romeu e julieta): 고이아바다 + 치즈

## 같이 보기
- 만두
- 사모사
- 칼초네
- 파스텔